# Centro spaziale di Naro
Il cosmodromo di Naro (나로우주센터?, 羅老宇宙센터?, Naro Uju SenteoLR) è il primo spazioporto della Corea del Sud. È situato nella contea di Goheung, nella provincia del Sud Jeolla. Occupa una superficie di 4,95 chilometri quadrati.
Il cosmodromo è gestito dall'ente spaziale statale coreano, l'Istituto Coreano di Ricerca Aerospaziale e comprende una torre di lancio, una torre di controllo, un sito di assemblaggio del vettore, installazioni per le prove e simulatori spaziali.
Il 30 gennaio 2013 è avvenuto il primo lancio di un satellite effettuato dalla Corea del Sud. Il satellite si chiama STSAT-2C ed è stato utilizzato il lanciatore Naro-1 sviluppato dalla Corea del Sud in collaborazione con la Russia.